# Трубопроводный кран

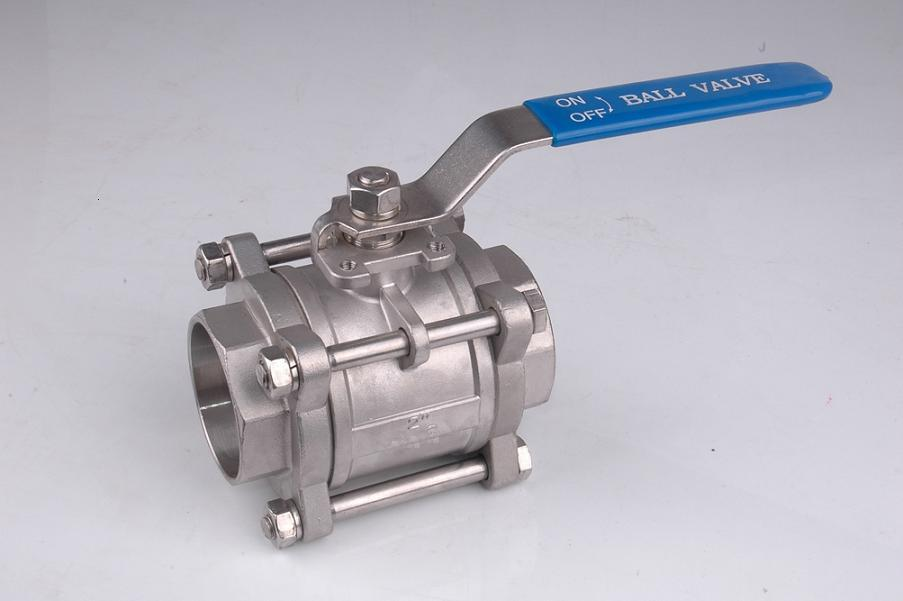
Современный промышленный шаровой кран

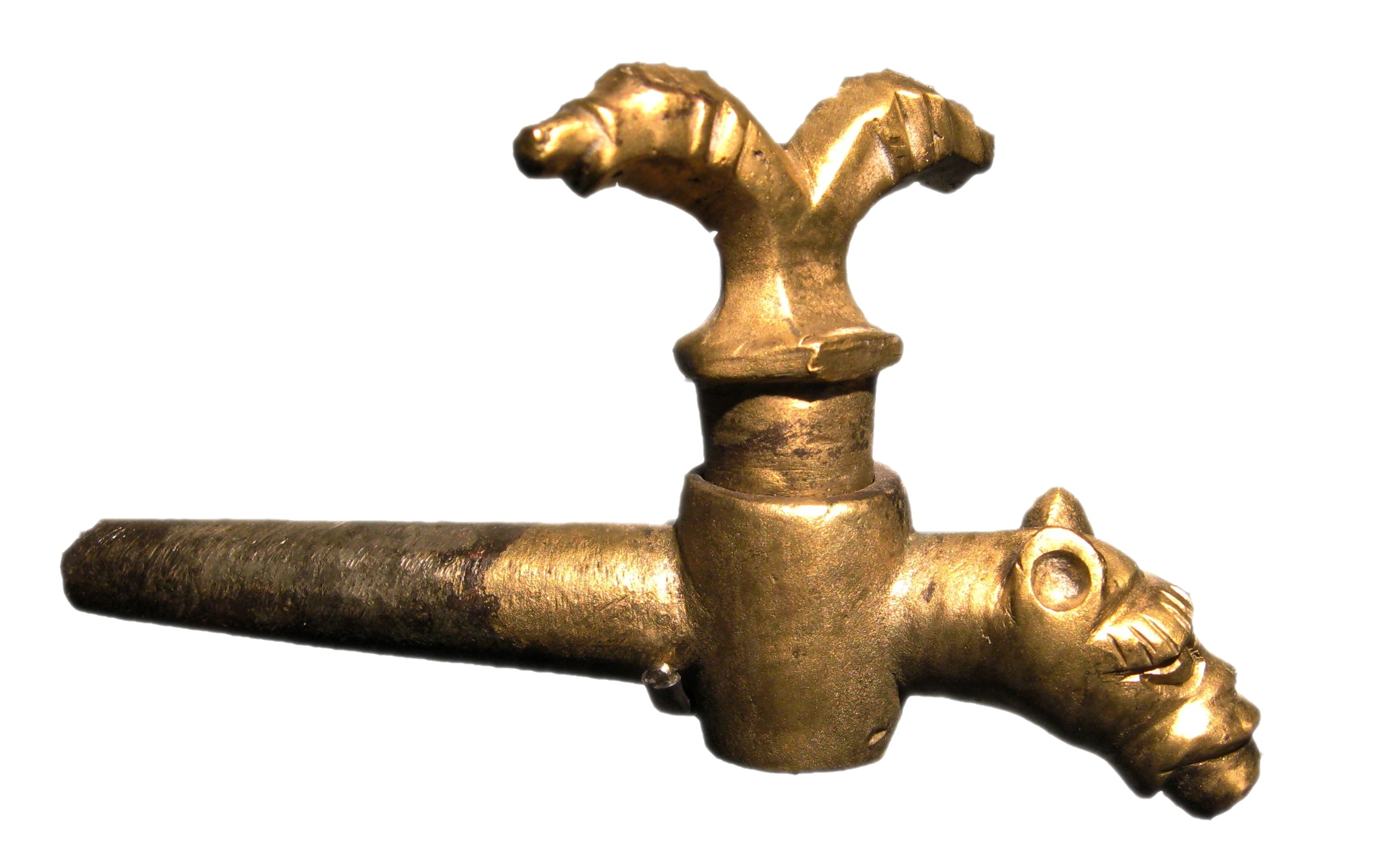
Старинный конусный кран

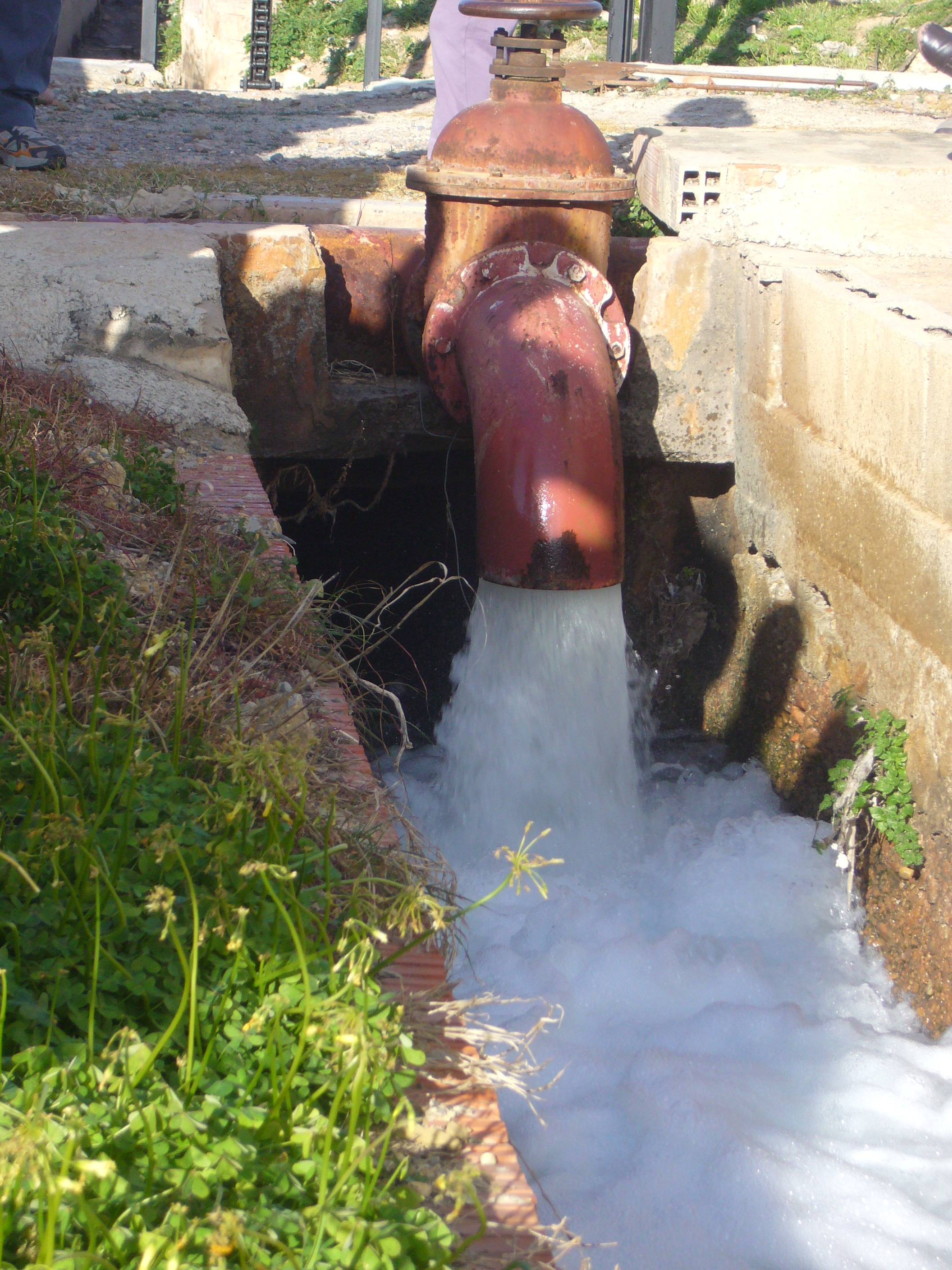
Несмотря на внешнее сходство с бытовым краном, это задвижка

Кран трубопрово́дный (от нидерл. kraan — «журавль») — тип трубопроводной арматуры, у которого запирающий или регулирующий элемент (называемый часто пробкой), имеющий форму тела вращения или его части, поворачивается вокруг собственной оси, произвольно расположенной по отношению к направлению потока рабочей среды.
Краны могут представлять собой запорные, регулирующие или распределительные устройства и предназначены для работы с газообразными и жидкими средами, в том числе вязкими и загрязнёнными, суспензиями, пульпами, шламами. Они используются на магистральных газопроводах и нефтепроводах, в системах городского газоснабжения, на резервуарах, котлах и в других областях.
Краны обладают рядом достоинств, среди которых:
- простота конструкции;
- небольшие габариты;
- малое время, затрачиваемое на поворот;
- применимость для вязких и загрязнённых сред.

У различных видов кранов есть и другие достоинства и недостатки, которые будут рассмотрены ниже.
Управляются краны вручную или с помощью механического привода: электрического, пневмо- и гидравлического. В шаровых кранах, установленных на магистральных газопроводах используются также пневмогидравлические приводы, в которых на поршень в цилиндре воздействует жидкость (масло) под давлением газа, отбираемого из трубопровода, что обеспечивает плавное и безударное срабатывание привода.
По направлению потока краны могут быть проходными, то есть направление потока не меняется, угловыми, то есть направление потока меняется на 90° и трёхходовыми, то есть иметь один выходной и два входных патрубка, что позволяет смешивать потоки сред с различными параметрами. Это свойство трёхходовых кранов используется в сантехнике в устройстве под названием смеситель.
Главные различия в конструкции кранов заключаются в форме затвора, он может быть в виде шара, конуса или цилиндра. Современным и прогрессивным представителем кранов является шаровой кран, традиционным, и в силу этого всё еще часто использующимся несмотря на существенные недостатки конструкции, — конусный кран. Цилиндрические краны имеют крайне ограниченное применение.

## Устройство

Направления потоков среды в T- и Г-образных трехходовых кранах.

Основными частями крана являются корпус и пробка (затвор) в виде шара, конуса или цилиндра. Для прохода среды в затворе предусмотрено сквозное отверстие. Управление краном осуществляется путём поворота пробки. При повороте на 90° осуществляется полное перекрытие хода среды, при повороте на меньшие углы — частичное, что позволяет применять кран в качестве регулирующей арматуры, за исключением трубопроводов с высокой скоростью течения жидкости, во избежание кавитации. Существуют также трёхходовые краны, где пробка имеет дополнительные отверстия, что позволяет использовать их для перенаправления потока среды: поворотом пробки среда направляется из входного отверстия в одно из двух выходных. В промежуточном положении, в зависимости от конструкции крана, среда может направляться либо в обоих направлениях, либо полностью перекрываться.

## Различия в конструкциях

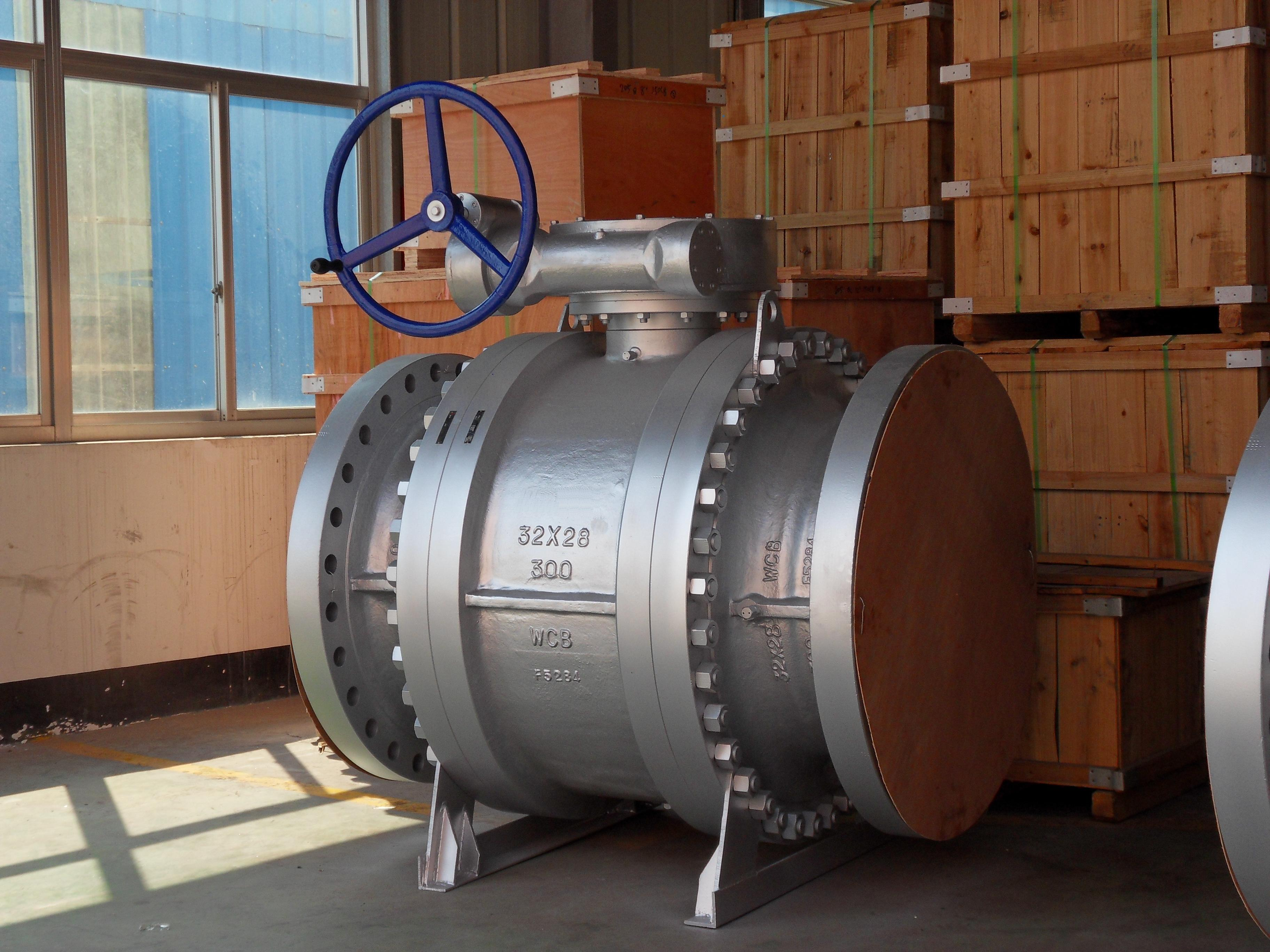
Шаровые краны универсальны и применимы как на больших диаметрах…

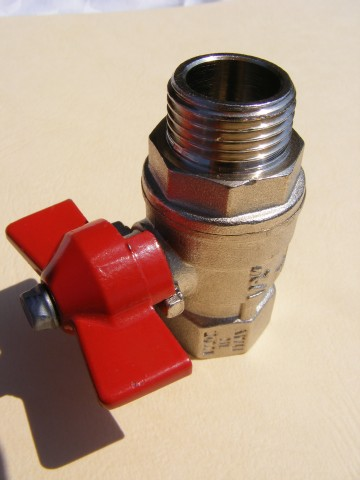
…так и на маленьких (бытовой кран).

### Шаровой кран
Это разновидность крана, запирающий или регулирующий элемент которого имеет сферическую форму.
Подвижным элементом (затвором) таких кранов служит пробка сферической формы — шар, по оси которой выполнено сквозное круглое отверстие для прохода среды. В проходных кранах для полного закрытия или открытия прохода достаточно повернуть шар на 90°. Диаметр отверстия чаще всего соответствует внутреннему диаметру трубопровода, на который устанавливается кран, называющийся в этом случае полнопроходным. Гидравлические потери при проходе рабочей среды через полностью открытый кран весьма малы, практически такие же как при проходе среды через трубу, равную по длине корпусу крана, что во много раз меньше, чем в задвижках и клапанах. Это ценное качество сделало шаровые краны основным запорным устройством на линейной части магистральных газопроводов. Однако для уменьшения габаритов и крутящих моментов, необходимых для управления арматурой, иногда применяются суженные краны. Кроме общих для кранов, шаровые имеют ряд специфических достоинств, среди которых:
- весьма малые гидравлические потери;
- высокая и надёжная герметичность;
- простая форма проточной части и отсутствие в ней застойных зон;
- удобное управление.

Сёдла в корпусе выполняются в виде колец из различных видов пластмасс (в основном фторопласта), что обеспечивает надёжную герметичность, лёгкость и плавность поворота шаровой пробки, но ограничивают применения таких кранов для сред с температурой не более 200 °C.
Шаровые краны имеют большое разнообразие исполнений, но основные их различия — в конструкциях запорных органов: с плавающим шаром (для небольших диаметров) и с шаром в опорах.

### Конусный кран

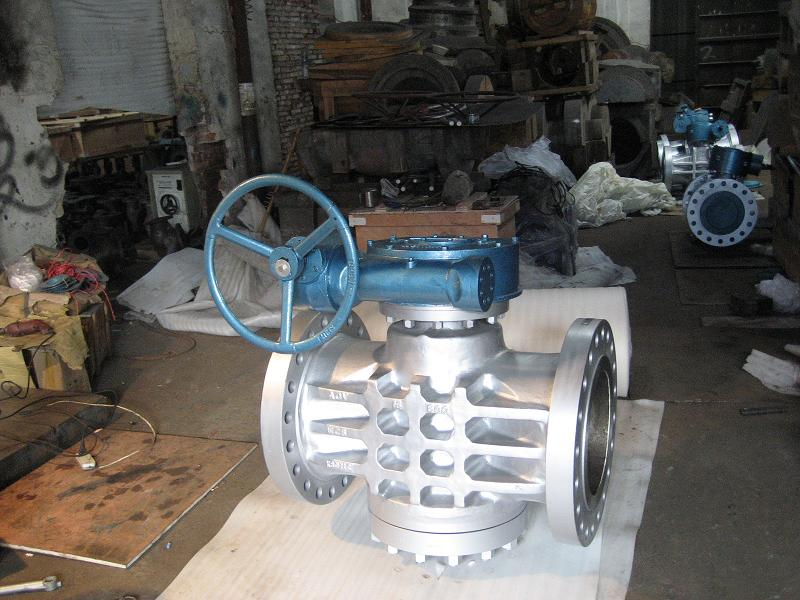
Это очень большой для конусного крана размер и требует специальных решений для облегчения управления (в данном случае это система смазки и механический редуктор).

Это разновидность крана, запирающий или регулирующий элемент которого имеет форму конуса.
Сквозное отверстие в пробке, которое, в отличие от шаровых кранов, как правило, не круглое, а трапециевидное, обеспечивает проход среды при открытии такого крана. Сёдлами является внутренняя поверхность корпуса. Таким образом, уплотнительными поверхностями запорного органа являются конические поверхности — наружная пробки и внутренняя корпуса.
В конусных кранах обеспечиваются два весьма трудносочетаемых требования — создать плотный и герметичный контакт между коническими поверхностями пары корпус—пробка и при этом обеспечить свободный плавный поворот пробки, не допуская её заклинивания и задирания уплотнительных поверхностей. Последнее требование диктует необходимость изготовления корпусов и пробок из материалов, обладающих хорошими антифрикционными качествами (латунь, бронза, чугун). Такие материалы ограничивают практическое применение конусных кранов давлением 1,6 МПа и диаметром 100 мм. Иногда конусные краны изготавливают также из углеродистой стали диаметром до 200 мм, но пробку в этих случаях делают из чугуна, либо применяют специальную систему смазки уплотнительных поверхностей.
Конусный кран весьма сложно изготовить и отрегулировать так, чтобы обеспечить какую-то стабильную величину усилия, необходимого для поворота пробки, поэтому они практически непригодны для использования с электро- или пневмоприводами и управляются вручную.
Кроме вышеперечисленных, конусные краны имеют ряд других недостатков:
- для управления конусными кранами требуются большие крутящие моменты, что приводит к необходимости установки механического редуктора даже при небольших диаметрах крана ;
- уплотнительным поверхностям требуется тщательное обслуживание и смазка во избежание прикипания пробки к корпусу;
- притирка конической пробки к корпусу сложная процедура, от качества которой зависит надёжность и герметичность крана.
- неравномерный по высоте износ пробок, что приводит к снижению герметичности крана в процессе эксплуатации.

Конусные краны различаются по способу уплотнения на сальниковые и натяжные и имеют ряд специфических конструкций:
- краны со смазкой — применяются для снижения крутящих моментов при управлении кранов;
- краны с подъёмом пробки — для того же, но другим способом;
- краны с обогревом — для застывающих нефтепродуктов;
- пробно-спускные краны — для контроля наличия среды, отбор проб и пр[5][6].

### Керамический кран
Запорный элемент крана может быть изготовлен из металлокерамики на основе оксида алюминия. Оксид алюминия обладает высокой твёрдостью, однако существуют технологии его полировки, позволяющие получить поверхность высокой чистоты. Это позволяет использовать эффекты межмолекулярного притяжения и отказаться от сальников или натяжных устройств, а также использовать запорный элемент плоской формы.